# Pave Sixtus 4.
Sixtus 4. (21. juli 1414 i Celle ved Savona—12. august 1484 i Rom), der hed Francesco della Rovere, var pave fra 1471 til sin død. Han var farbror til pave Julius 2.
della Rovere var fiskersøn. Gennem Franciskanerordenen nåede han at blive sin ordens general og kardinal. Som pave drev han nepotisme i højere grad, end man var vant til, og svag som han var over for nepoterne, blev han medskyldig i deres uværdige handlinger. Han forbandt sig med Napoli og Venedig mod tyrkerne, byggede det Sixtinske Kapel, Tiber-broen og andre bygninger i Rom og gjorde sig fortjent af Vatikanbiblioteket og af videnskaben overhovedet. Han indførte inkvisitionen i Spanien, deltog i Pazziernes sammensværgelse mod Medicierne, forbandt sig med Napoli mod Firenze, som han lagde interdikt over.